# Кайваля
Кайваля се описва в Йога сутра на Патанджали като независимост от всякакви обвързвания и постигане на абсолютно съзнание за истината (ритамбхара праджна), крайната цел на йога. За да се постигне кайваля, е нужно да се оставят впечатленията (самскара), оставени в резултат на безбройните прераждания. Това става чрез влизане на йогина в различните нива на медитативното състояние самадхи, свръхсъзнание на блаженство. 
Само умовете, родени от медитация, са свободни от кармични впечатления самскари – Йога сутра, IV:7
Тъй като желанието за живот е вечно, впечатленията самскари също са безначални. Впечатленията се държат заедно от причина, ефект, основа и поддръжка  – Йога сутра, IV:11-12
Състоянието на освобождение се постига, когато гуните (след като са осигурили опита, необходим за освобождението) вече са освободени от своеобразна цел и се отдръпват... Или, ако се погледне от друг ъгъл, силата на чистото съзнание се връща в собствената си природа. – Йога сутра, IV:35